# Amajlije
Amajlije (en serbe cyrillique : Амајлије) est un village de Bosnie-Herzégovine. Il est situé sur le territoire de la ville de Bijeljina et dans la république serbe de Bosnie. Selon les premiers résultats du recensement bosnien de 2013, il compte 1 165 habitants.

## Géographie
Le village est situé sur les bords de la Drina, un affluent droit de la Save.

## Démographie

### Évolution historique de la population dans la localité
| 1948 | 1953 | 1961  | 1971  | 1981  | 1991  | 2013  |
| ---- | ---- | ----- | ----- | ----- | ----- | ----- |
| 947  | 984  | 1 128 | 1 126 | 1 098 | 1 110 | 1 165 |

|  |

### Communauté locale
En 1991, la communauté locale d'Amajlije comptait 1 268 habitants, répartis de la manière suivante :